# Сторонній учень
Сторонній учень — поняття, що використовувалося для певної категорії вихованців Петербурзької академії мистецтв.
В Академію на навчання брали дітей слуг, солдатів, позашлюбних дітей.
Після заснування Академії в 1757 році й до 1796 року навчання відбувалось за казенний кошт і тривало 9 років.
Спочатку учні в училищі при Академії вивчали загальноосвітні предмети, а потім переходили до вивчення спеціальних (мистецтва гравюри, портрета, скульптури, архітектури тощо).
З 1798 року було дозволено будь-яким молодим людям, які бажали вчитися малюванню, відвідувати за певні невеликі кошти тільки спеціальні предмети. Цих учнів називали сторонніми, а тих, які на казенний кошт проходили повну програму, академістами.
Сторонніми учнями були Тарас Шевченко, Іван Сошенко та інші, пізніше відомі, художники.
У 1840 році виховне училище при Академії було скасовано. Викладання загальноосвітніх предметів у ньому зняли. Було скасовано статус казенних учнів. Усі учні отримали рівні права.